# Joey Johnston
Pour les articles homonymes, voir Johnston.
Joseph John Johnston (né le 3 mars 1949 à Peterborough en Ontario) est un joueur professionnel de hockey sur glace ayant joué 331 matches au poste d'ailier gauche dans la Ligue nationale de hockey pour les North Stars du Minnesota, les Golden Seals de la Californie et les Black Hawks de Chicago.
Il fut repêché par les Rangers de New York au second tour (8e au total) du repêchage amateur de la LNH 1966.

## Statistiques
| Saison     | Équipe                        | Ligue      |     | Saison régulière | Saison régulière | Saison régulière | Saison régulière | Saison régulière |    | Séries éliminatoires | Séries éliminatoires | Séries éliminatoires | Séries éliminatoires | Séries éliminatoires |
| Saison     | Équipe                        | Ligue      | PJ  | B                | A                | Pts              | Pun              | PJ               | B  | A                    | Pts                  | Pun                  |                      |                      |
| 1964-1965  | Petes de Peterborough         | OHA        | 3   | 0                | 0                | 0                | 0                |                  |    |                      |                      |                      |                      |                      |
| 1965-1966  | Petes de Peterborough         | OHA        | 44  | 8                | 15               | 23               | 91               |                  |    |                      |                      |                      |                      |                      |
| 1966-1967  | Petes de Peterborough         | OHA        | 32  | 8                | 19               | 27               | 114              |                  |    |                      |                      |                      |                      |                      |
| 1967-1968  | Knights d'Omaha               | CPHL       | 70  | 24               | 22               | 46               | 131              | --               | -- | --                   | --                   | --                   |                      |                      |
| 1967-1968  | Bisons de Buffalo             | LAH        | 1   | 0                | 0                | 0                | 0                | --               | -- | --                   | --                   | --                   |                      |                      |
| 1968-1969  | Memphis South Stars           | LCH        | 58  | 20               | 37               | 57               | 91               | --               | -- | --                   | --                   | --                   |                      |                      |
| 1968-1969  | North Stars du Minnesota      | LNH        | 11  | 1                | 0                | 1                | 6                | --               | -- | --                   | --                   | --                   |                      |                      |
| 1969-1970  | Stars de l'Iowa               | LCH        | 62  | 20               | 37               | 57               | 115              | 11               | 4  | 6                    | 10                   | 38                   |                      |                      |
| 1970-1971  | Barons de Cleveland           | LAH        | 72  | 27               | 47               | 74               | 142              | 8                | 7  | 4                    | 11                   | 24                   |                      |                      |
| 1971-1972  | Golden Seals de la Californie | LNH        | 77  | 15               | 17               | 32               | 107              | --               | -- | --                   | --                   | --                   |                      |                      |
| 1972-1973  | Golden Seals de la Californie | LNH        | 71  | 28               | 21               | 49               | 62               | --               | -- | --                   | --                   | --                   |                      |                      |
| 1973-1974  | Golden Seals de la Californie | LNH        | 78  | 27               | 40               | 67               | 67               | --               | -- | --                   | --                   | --                   |                      |                      |
| 1974-1975  | Seals de la Californie        | LNH        | 62  | 14               | 23               | 37               | 72               | --               | -- | --                   | --                   | --                   |                      |                      |
| 1975-1976  | Black Hawks de Dallas         | LCH        | 11  | 4                | 2                | 6                | 4                | --               | -- | --                   | --                   | --                   |                      |                      |
| 1975-1976  | Black Hawks de Chicago        | LNH        | 32  | 0                | 5                | 5                | 6                | --               | -- | --                   | --                   | --                   |                      |                      |
| Totaux LNH | Totaux LNH                    | Totaux LNH | 331 | 85               | 106              | 191              | 320              |                  |    |                      |                      |                      |                      |                      |